# Le Numéro gagnant (nouvelle)
Pour les articles homonymes, voir Le Numéro gagnant.
Le Numéro gagnant est une nouvelle de six pages d'Anton Tchekhov, publiée en 1887. (Titre en russe Vyirgrychnyi bilet)

## Historique
Le Numéro gagnant est initialement publié dans la revue russe Le Journal de Pétersbourg, no 66, en 1887. Aussi traduit en français sous le titre Le Billet perdant. 

## Résumé
Ivan Dmitritch lit le journal après le dîner. Il recherche les résultats du tirage des numéros gagnants du loto. Cela commence bien, car il a la première série.
Il a joué le 26 pour la deuxième série, mais il ne veut regarder immédiatement le résultat. Sa femme et lui se mettent à rêver chacun de leur côté, maison, voyage, famille, que faire de ces soixante quinze mille roubles ? Il voit sa femme d’un autre œil. Elle est vieille, il est encore jeune : il commence à la haïr.
Il lit la suite, c’est le 46.

## Édition française
- Le Numéro gagnant, traduit par Édouard Parayre, éditions Gallimard, Bibliothèque de la pléiade, 1970  (ISBN 2-07-010550-4)